# Ріверленд (Міннесота)
Ріверленд (англ. Riverland) — переписна місцевість (CDP) в США, в окрузі Меномен штату Міннесота. Населення — 293 особи (2020).

## Географія
Ріверленд розташований за координатами 47°19′19″ пн. ш. 95°57′4″ зх. д. / 47.32194° пн. ш. 95.95111° зх. д. (47.321815, -95.951108).  За даними Бюро перепису населення США в 2010 році переписна місцевість мала площу 0,43 км², уся площа — суходіл.

## Демографія
Згідно з переписом 2010 року, у переписній місцевості мешкало 276 осіб у 72 домогосподарствах у складі 66 родин. Густота населення становила 638 осіб/км².  Було 74 помешкання (171/км²).
Расовий склад населення:
| - 90,6 % — корінних американців - 4,3 % — білих - 0,7 % — чорних або афроамериканців |

До двох чи більше рас належало 4,3 %. Частка іспаномовних становила 4,3 % від усіх жителів.
За віковим діапазоном населення розподілялося таким чином: 56,9 % — особи молодші 18 років, 41,7 % — особи у віці 18—64 років, 1,4 % — особи у віці 65 років та старші. Медіана віку мешканця становила 11,9 року. На 100 осіб жіночої статі у переписній місцевості припадало 76,9 чоловіків;  на 100 жінок у віці від 18 років та старших — 54,5 чоловіків також старших 18 років.
Середній дохід на одне домашнє господарство  становив 28 688 доларів США (медіана — 27 917), а середній дохід на одну сім'ю — 25 381 долар (медіана — 26 250). Медіана доходів становила 29 375 доларів для чоловіків та 28 125 доларів для жінок. За межею бідності перебувало 53,2 % осіб, у тому числі 63,3 % дітей у віці до 18 років та 0,0 % осіб у віці 65 років та старших.
Цивільне працевлаштоване населення становило 68 осіб. Основні галузі зайнятості: мистецтво, розваги та відпочинок — 47,1 %, освіта, охорона здоров'я та соціальна допомога — 20,6 %, фінанси, страхування та нерухомість — 10,3 %, виробництво — 5,9 %.